# Empresa Petrolera Fiscal
 (juin 2021).
Si vous disposez d'ouvrages ou d'articles de référence ou si vous connaissez des sites web de qualité traitant du thème abordé ici, merci de compléter l'article en donnant les références utiles à sa vérifiabilité et en les liant à la section « Notes et références ».
 (juin 2021).
Le contenu est difficilement compréhensible vu les erreurs de traduction, qui sont peut-être dues à l'utilisation d'un logiciel de traduction automatique.
 (juin 2021).
La Empresa Petrolera Fiscal, EPF était la société pétrolière d'État de l'État péruvien, qui a fonctionné à partir du 2 avril 1948 sous la présidence de Manuel Prado Ugarteche jusqu'à 1969 quand elle soit remplacée et fusionnée avec la nouvelle société d'État Petroperú. Cette nouvelle entreprise a aussi intégré les actifs de la société pétrolière privée américaine International Petroleum Company (es) (IPC), laquelle avait été nationalisée, ainsi que la raffinerie de Talara, pendant le gouvernement militaire de Juan Velasco Alvarado.

## Scandale de la «page onze»
Pendant l'embargo, l'opinion publique a changé d'avis lorsque le magazine Oiga a révélé « l'histoire secrète » des conditions que l'International Petroleum Company (es) (IPC) avait imposées à la signature d'Acta[Quoi ?][incompréhensible]. L'ingénieur Carlos Loret de Mola a dénoncé le fait qu'une page manquait au contrat pour le prix du pétrole brut entre l'EPF et l'IPC (10 septembre 1968). 
Il s'agissait de la fameuse « page onze », où, selon la version la plus prise en compte par le public, un prix du baril était convenu, à un prix de marché inférieur, au profit de l'IPC. Tous les lieux sont allés au pabulus[Quoi ?] pour accuser le gouvernement de « trafic ». Cependant, tout indique que cette page n'était en fait qu'une page blanche, ou ne contenant qu'une signature.
Il demeure que la mystérieuse « page onze » a servi de prétexte à un groupe d'officiers de l'armée, dirigé par le général EP Juan Velasco Alvarado. Celui-ci a organisé ce coup d'État le 3 octobre de la même année, accusant de « reddition » le gouvernement de Fernando Belaúnde Terry. Cependant, l'IPC n'a jamais payé ses dettes à l'État péruvien.